# كان وكان
الكان وكان أو الزكالش هو شعر عاميّ عراقي ظهر في القرن الخامس الهجري/ العاشر الميلادي، وشاع بين البغداديين، بدأ فيها بعضُ الناظمين يتحلّلون من بعض قواعد الإعراب، وبعض قيود القافية. ولم ينظموا فيه سوى الحكايات، والخرافات، والمراجعات، فكأنَّ قائله يحكي ما كان وكان. وقد ارتقى هذا الشّعر قليلاً حتى ظهر جمال الدين بن الجوزي، شمس الدين محمد الواعظ، شمس الدين بن الكوفي الواعظ، فنظموا فيه الزُّهديّات، والأمثال، والحِكم، والمواعظ، وذلك في القرنين السادس والسابع الهجريّين.  وينقل علي بن ظافر الاسدي خبرا مفاده ان الكان وكان انتقل إلى مصر وسمي بالـزكالش. وأما العراقيون فيسمونه بالكان وكان، وأما في الشام فلم يشع كثيراً ومن أبرز الشعراء المصريين في هذا الفن شرف الدين بن اسد وبدر الدين الزيتوني وإبراهيم المعمار.

## نظمه
وسُمِّي بذلك، لأن رواته ومنشديه كانوا يبدأونه بعبارة كان وكان للدلالة على منحاه الأسطوري، ويبدو أنَّ هذه العبارة كان ينطق بها كَنْ وكانْ لتَنْسَجم مع قالوه على وزنه. 

أما هذا الوزن فواحد بقافية واحدة، يتألّف كلّ بيت فيه من شطرين، ولكنَّ الشطر الأوّل منه أطول من الشطر الثاني، ولا تكون قافيته إلّا مَرْدفَة، أي تتضمّن حرف علّة قبل حرف الرَّويّ. 

ومن أمثلته:
وفي العاطل الحالي والمرخص الغالي لصفي الدين الحلي، عدّة قصائد من هذا اللون الشعري.

## وصلات خارجية
- بحر الكان كان في الموقع "ديوان"